# 李海滨
李海滨（1957年—），汉族，中华人民共和国政治人物、第十一届全国政协委员。
担任中国北方机车车辆工业集团公司北京二七轨道交通装备有限责任公司副总经理。2008年，当选第十一届全国政协委员，代表中华全国总工会，分入第十八组。2014年，他提案，为维护稳定，禁播《水浒》。